# Биррвиль
Биррвиль (нем. Birrwil) — коммуна в Швейцарии, в кантоне Аргау.
Входит в состав округа Кульм.  Население составляет 933 человека (на 31 декабря 2007 года). Официальный код  —  4132.